# Хоутин, Ричи
Ричи Хоутин (англ. Richie Hawtin, род. 4 июня 1970, Банбери, Оксфордшир, Англия) — англоканадский продюсер, диджей и музыкант, владелец лейбла Minus. В последние 10 лет является одной из самых заметных фигур на мировой техно-сцене. Известный в первую очередь своими минималистичными треками под псевдонимом Plastikman и технократичными клубными сетами. В 2017 году занял 80 место в списке лучших диджеев мира по версии журнала DJ Magazine.

## Биография
Ричи Хоутин родился в Англии, но уже в юности переехал в Канаду, в небольшой городок Уиндзор, на границе с США. Его отец работал в соседнем Детройте на заводе General Motors. Молодость Ричи проходит в период самого расцвета так называемого детройт-техно. Ричи посещает зачастую подпольные вечеринки на которых гремят звезды Underground Resistance: Деррик Мэй, Джефф Миллз, Майк Бэнкс, Роберт Худ. Постепенно Ричард сам начинает периодически диджействовать и экспериментировать с музыкой.
Вскоре Ричи знакомится с Дэниелом Беллом и с Джоном Аквавива, вместе с которыми он основывает в 1990 году лейбл Plus 8, ориентированный на североамериканское техно. Через некоторое время лейбл становится довольно известным как в Америке, так и в Европе. На лейбле издавались ставшие известными музыканты Speedy J, Kenny Larkin, и конечно же сам Ричи Хоутин.
Позже Ричи начинает сотрудничество с европейским лейблом NovaMute, на котором он под псевдонимом Plastikman выпускает свой первый альбом «Sheet One». Этот проект стал основным для Хоутина, его особенностью стало крайне минималистичное техно с упором на классические машины Roland TR-808 и Roland TR-909, драм машины и бас-станцию TB-303. Параллельно Ричи выпускается на шеффилдском лейбле Warp Records под псевдонимом F.U.S.E.. Здесь саунд уже более мелодичный, некая смесь техно, транса и эмбиента.
К середине 1990-х Ричи становится довольно популярным диджеем, играет всё чаще в Европе, в то время как в Америке у него возникают проблемы с властью, которая активно борется с «кислотным бумом». В 1994 году Ричи Хоутин на NovaMute выпускает альбом «Musik», ознаменовавший новый шаг в его творчестве. Здесь уже нет никакого танцевального минимализма, на смену ему приходят ритмы не быстрее 100 bpm, саунд больше ассоциируют с IDM. Стоит указать, что Ричи является законодателем 2-й волны техно 90-х годов.
В 1998 году на смену Plus 8 приходит проект Хоутина лейбл Minus (M nus), на котором Ричи переиздает свои новые альбомы «Consumed» и «Artifakts(BC)» (изначально выпущенный на том же NovaMute), выдержанные в стиле минимал техно. Известность получили многие музыканты, издававшиеся на Minus, среди них: Theorem, I. A. Bericochea, Marc Houle, Magda, Troy Pierce, Matthew Dear.
В 2000-х Ричи перебирается вместе со своим лейблом в Берлин, центр техно-музыки планеты, где находит немало поклонников и сотрудников. В 2003 году выходит альбом Plastikman «Closer», акцент сделан на кислотные звуки, пропитанные басовыми линиями, добавлены запутанные ритмы и гипнотизирующие мелодии с металлическим шёпотом.
За свою диджейскую деятельность, Ричи Хоутин выпустил два мощных микса. Первый микс, «Decks, FX & 909», был традиционно сведён и записан вживую с помощью двух вертушек, микшера и драм-машины Roland TR-909. В 2001 году последовал альбом «DE9: Closer To The Edit», в котором уже применялась технология The Final Scratch.
В 2012 году Ричи Хоутин запустил по четвергам в клубе Space (Ibiza) серию фирменных вечеринок Enter. В 2013 году Enter получила награду Ibiza Night от DJ Awards.
10 июня 2014 года Ричи Хоутин опубликовал в сети новый альбом своего проекта Plastikman. Винил, компакт-диск и ограниченный тираж специального издания SubPac появились в июле. А цифровую версию можно приобрести уже сейчас, и Хоутин выложил альбом полностью для бесплатного прослушивания на YouTube.
«EX» был записан во время живого выступления артиста на ежегодном праздничном сборе средств в музее Гуггенхайма осенью прошлого года, где музыкант играл возле специально сконструированного LED-обелиска. А 12 июня, Plastikman сыграл на Sónar, где представил новый материал.

## Дискография

### Студийные альбомы
| - F.U.S.E.: Dimension Intrusion, 1993 - Plastikman: Sheet One, 1993 - Plastikman: Musik, 1994 - Plastikman: Recycled Plastik, 1994 - Plastikman: Consumed, 1998 - Plastikman: Artifakts [bc], 1998 - Richie Hawtin: DE9: Closer to the Edit, 2001 - Plastikman: Closer, 2003 - Richie Hawtin: DE9 \| Transitions, 2005 - Richie Hawtin: Podcast 200: Richie Hawtin Vs. Plastikman, 2011 - Plastikman: EX, 2014 - Richie Hawtin: From My Mind To Yours, 2015 |